# Redução
Em química, a redução consiste na diminuição algébrica da carga formal ou do número de oxidação de uma espécie química. Forçosamente, isto se dá através da transferência de elétrons vindos de outra espécie química.

## Conceito original
Era simplesmente vista como uma reação com hidrogênio, mais tarde desenvolveu-se um conceito mais geral de redução.

## Conceito atual
Pelo conceito antigo, redução significa ganho de elétrons. Em outras palavras, a diminuição algébrica da carga formal ou do número de oxidação: Nox.

#### Exemplo
Seja a semirreação:
{\displaystyle {\ce {Ag+ + e- -> Ag^0}}}
O Nox variou de {\displaystyle {\ce {+1}}} para {\displaystyle {\ce {0}}}
{\displaystyle {\ce {Ag^1+ -> Ag^0}}}

## Agente Oxidante
É a espécie reagente que sofre redução (ganha elétrons). Ao ganhar elétrons, esta espécie promove a perda de elétrons (oxidação) de outra espécie, agindo assim, como um agente oxidante.

### Exemplo de agente oxidante
A espécie {\displaystyle {\ce {Ag+}}} é o agente oxidante na seguinte reação de simples troca:
{\displaystyle {\ce {Cu_{(s)}}}} {\displaystyle {\ce {+}}} {\displaystyle {\ce {2AgNO3_{(aq)}}}} {\displaystyle {\ce {->}}} {\displaystyle {\ce {Cu(NO3)2_{(aq)}}}} {\displaystyle {\ce {+}}} {\displaystyle {\ce {2Ag_{(s)}}}}